# Most Krasińskiego
Most Krasińskiego – planowany most drogowy na Wiśle w Warszawie.

## Opis
Budowę mostu na osi ul. Krasińskiego planowano już w okresie międzywojennym. Po wojnie zbudowano czteropasmową ul. Krasińskiego od placu Wilsona do Wisłostrady (z rezerwą na linię tramwajową) oraz bezkolizyjne skrzyżowanie z Wisłostradą. W 2006 uruchomiono na tym skrzyżowaniu sygnalizację świetlną.
Planowana trasa mostowa ma docelowo łączyć ul. Krasińskiego na Żoliborzu z ul. Matki Teresy z Kalkuty na Targówku. Będzie przebiegać od węzła ul. Krasińskiego z Wisłostradą, przez tereny przy KS Spójnia i Wisłę, łącząc się z planowaną trasą o nazwie Trakt Nadwiślański i ul. Jagiellońską, następnie wiaduktem nad terenami FSO i bocznicami kolejowymi do ul. Matki Teresy z Kalkuty. Most ma być mostem drogowo-tramwajowym i być m.in. częścią Małej Obwodnicy Tramwajowej. W planach ciąg ten figuruje jako droga klasy głównej (podobnie jak Most na zaporze). Skrzyżowania z Wisłostradą i ul. Jagiellońską mają liczyć po 4–5 pasów ruchu
Jest to jeden z planowanych mostów warszawskich, których budowa jest regularnie odsuwana w czasie. 22 listopada 2006 miasto stołeczne Warszawa i Zarząd Dróg Miejskich ogłosiły przetarg na projekt mostu, który wygrała firma Schüssler Düsseldorf z ofertą na 11,75 mln zł. Po protestach francuskiej firmy Systra, która doszukała się nieprawidłowości w ofercie wygranej firmy, wykonanie projektu zostało przyznane Francuzom. Koszt projektu to ponad 14 mln zł.
W lutym 2010 zarząd miasta wystąpił o wydanie decyzji środowiskowej, co jest pierwszym etapem inwestycji budowlanej. W dniu 8 marca 2011 decyzja środowiskowa została wydana. Jej ważność upłynęła 31 października 2016.
Stołeczny ratusz planował budowę tej przeprawy w latach 2021–2023. Koszt budowy (bez odcinka pomiędzy ulicami Jagiellońską i Matki Teresy z Kalkuty) oszacowano wówczas na 622,5 mln zł. W pierwszej kolejności miał powstać most z linią tramwajową od placu Wilsona do ul. Jagiellońskiej. Dojazd do przeprawy z Bródna wymagający wzniesienia 960-metrowego wiaduktu nad terenami PKP na północ od stacji Warszawa Praga miał być zbudowany w późniejszym terminie.
W miejscu planowanego mostu Krasińskiego miała powstać tymczasowa przeprawa (z elementów dawnego mostu Syreny), co miało odciążyć najbardziej obciążony ruchem most w Polsce – most Grota-Roweckiego – na czas jego remontu. Jednak w 2013 z rozpoczęciem jego remontu urzędnicy podjęli decyzje o zwężeniu remontowanego mostu do dwóch pasów ruchu w każdą stronę, bez budowy przeprawy zastępczej.
W lipcu 2015 Zarząd Miejskich Inwestycji Drogowych (ZMID) wznowił prace nad projektem budowy trasy mostowej. Projekt przewiduje budowę pierwszego w Warszawie mostu łukowego.
Projekt budowy mostu wywołuje protesty mieszkańców Żoliborza, którzy obawiają się zwiększenia natężenia ruchu samochodowego w swojej dzielnicy. 25 listopada 2015 r. Rada Dzielnicy Żoliborz jednogłośnie przyjęła uchwałę wzywającą Prezydenta m.st. Warszawy do odstąpienia od inwestycji. W październiku 2016 podjęto decyzję o opóźnieniu budowy o dwa lata. Pomimo tej decyzji ZMID wystąpił o pozwolenie na budowę mostu. W listopadzie 2016 procedura wydawania zezwolenia na tę inwestycję została umorzona.